# Aichen (Nellingen)
Aichen ist ein Ortsteil der Gemeinde Nellingen im Alb-Donau-Kreis in Baden-Württemberg. Der Weiler liegt circa einen Kilometer südöstlich von Nellingen und ist über die Landstraße 1233 zu erreichen. Südlich von Aichen verlaufen die Bundesautobahn 8 und die Schnellfahrstrecke Wendlingen–Ulm.

## Geschichte
Aichen wurde 1143 erstmals urkundlich erwähnt. Der Ort gehörte dem Kloster Kaisheim unter helfensteinischer, seit 1482 unter ulmischer Vogtei. Im 13. und Anfang des 14. Jahrhunderts Grangie des Klosters. Der Ort wurde 1688 von den Franzosen in Brand gesteckt.